# Temnomastax borellii
Temnomastax borellii is een rechtvleugelig insect uit de familie Eumastacidae. De wetenschappelijke naam van deze soort is voor het eerst geldig gepubliceerd in 1897 door Giglio-Tos.